# Asim Ahmed Amin
Asim Ahmed Amin (en árabe أحمد أمين عاصم) fue un escultor egipcio, nacido el 23 de septiembre de 1918 en Alejandría y fallecido el año 1989.

## Datos biográficos
Nacido en la ciudad egipcia de Alejandría, en el seno de una familia de artistas, su padre fue pintor y su madre pianista famosa. Comenzó su formación artística con clases de dibujo, mostrando una temprana habilidad que le llevó a ingresar el año 1938 en la Escuela de Bellas Artes de El Cairo para estudiar escultura, graduándose en 1944 con honores cum laude, con el proyecto de un monumento a los mártires de la revolución del 36 contra la ocupación británica (en árabe: شهداء ثورة 36 ضد الاحتلال الإنجليزي‎); como alumno destacado obtuvo una beca para trabajar en el estudio de la herencia de los antiguos egipcios en el entorno de Luxor desde 1944 hasta el año 1946.
En 1947 viajó a París para estudiar en  la Escuela Superior de Bellas Artes, donde conoció al  escultor, fotógrafo y crítico de arte Marcy Gimon, que se había formado con Pierre-Auguste Renoir;  recibió un diploma de Bellas Artes en 1951, y en 1952 recibió el Diploma Superior en Bellas Artes de Italia.
Como académico y artistas plástico egipcio, se le asignó la tarea de establecer el Instituto Superior de Bellas Artes de Damasco, trabajando para la Universidad de Damasco y el Ministerio de Educación sirio, en la colaboración entre Egipto y Siria en 1959; trabajó como profesor en la Facultad de Bellas Artes desde 1951 hasta 1976, luego fue profesor y director de Escultura de la Facultad de Bellas Artes Damasco hasta 1973, antes de regresar a El Cairo y siendo nombrado Jefe de Escultura de la Facultad de Bellas Artes de El Cairo hasta 1976.
Trabajó en la supervisión y discusión de varias cartas a la maestría y doctorado en el arte de la escultura; tomó la presidencia de la Asociación de Graduados de la Facultad de Bellas Artes; fue uno de los fundadores de la Asociación de Artistas y miembro del jurado para la concesión de ayudas para las artes del Estado, y de la comisión para la concesión del Premio Nacional de Escultura.

## Obras

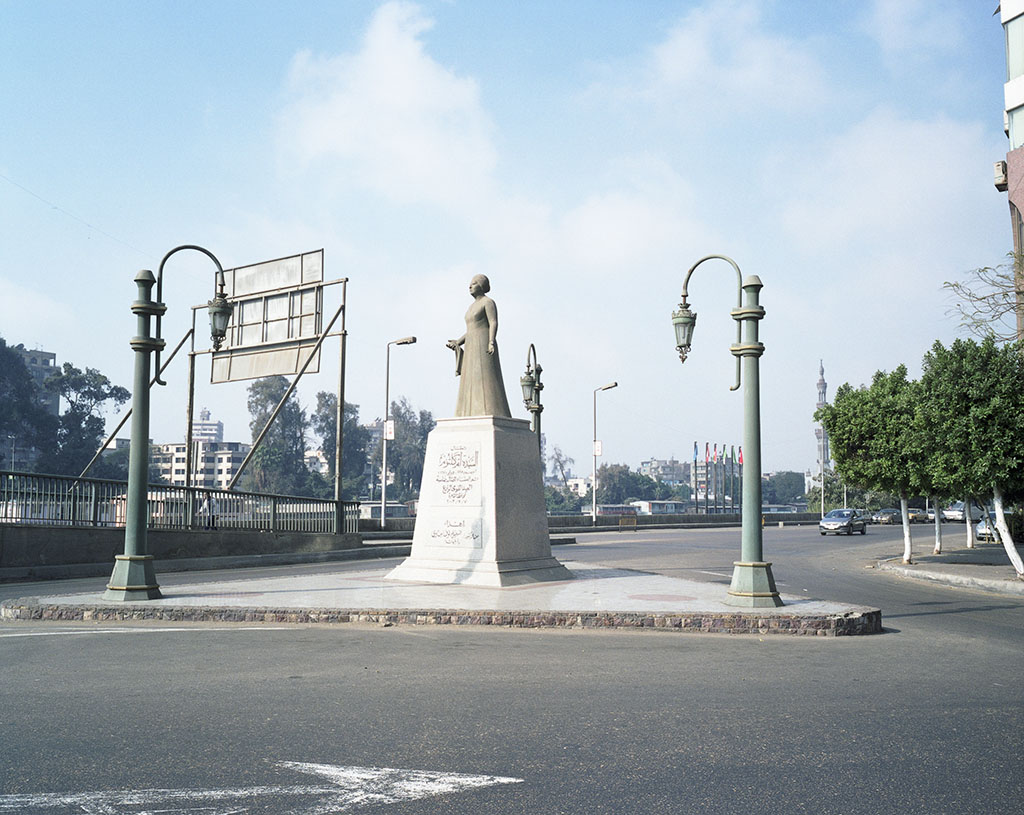
Monumento a Umm Kulthum en Zamalek, El Cairo

Entre las  obras de Asim Ahmed Amin se incluyen las siguientes:
- Secretario de la Asamblea número de obras de arte que adornan las muchas áreas en Egipto, incluyendo:

- Relieve de la lucha del pueblo en la Asamblea Nacional (parlamento).
- Relieves en la fachada del edificio principal de la Academia Militar en El Cairo, retrato del ejército egipcio a través de los siglos.
- Relieve del Museo Militar en la Academia Militar.
- Memorial a los mártires de la batalla de Port Said.
- Relieve conmemorativo de la nacionalización del Museo del Canal de Suez, Puerto Tawfik.
- Relieves del estadio Al-Ahly de El Cairo.
- Escudo del club Al Ahly.
- Emblema del Instituto de Formación Policial (Escuela de Policía).
- Emblema de la Compañía farmacéutica del Nilo.
- Escultura del artista visual Ahmed Sabry, en la Facultad de Bellas Artes de El Cairo.
- Esculturas  de la artista Amina Rizk y el músico David Hosni en el  Teatro Nacional de El Cairo.
- Estatua a la cantante Umm Kalzum, en el Palacio Museo Almnstrly.
- Participó en la realización de las estatuas gigantes para los decorados de una serie de películas americanas en los años sesenta, la más famosa de ellas fue la película Los Diez Mandamientos).

Sus obras se conservan en las colecciones del Museo de Arte Moderno, el Museo de Bellas Artes de El Cairo y el Museo de Arte Moderno en Port Said y en la Opera House de El Cairo, la estación de la Autoridad General del metro (Gamal Abdel Nasser), el Cairo International Stadium, y en el edificio de la Conferencia Internacional de Nasr City. 

## Exposiciones y premios
- Participó en varias exposiciones del Salón de Bellas Artes.
- Exposición de arte en la batalla de Port Said, Suez y El Mansura.
- Exposición Artistas de Egipto en París 1949/1951.
- Simposio sobre la Galería de la Paz en África.
- 1988. Visión razonable de cinco años.
- Primer premio en el concurso de diseño de esculturas para el monumento a la lucha del pueblo de Egipto.
- Primer premio para el monumento de la ciudad de Port Said.
- Primer premio del concurso de diseño del monumento en memoria de los mártires de Dakahlia en El Mansura.
- Recibió la Orden de Distinción, con motivo del Jubileo de Diamante de la Facultad de Bellas Artes de El Cairo en 1987.
- En honor a su nombre con motivo del Jubileo de Oro de la Asociación de Alumnos de Bellas Artes en 1995.